# Braman, Oklahoma
Braman, Oklahoma (енгл. Braman) град је у америчкој савезној држави Оклахома.

## Демографија
По попису из 2010. године број становника је 217, што је 27 (-11,1%) становника мање него 2000. године.
| Група             | 2000.       | 2010.       |
| Белци             | 206 (84,4%) | 185 (85,3%) |
| Афроамериканци    | 1 (0,4%)    | 0 (0,0%)    |
| Азијати           | 0 (0,0%)    | 0 (0,0%)    |
| Хиспаноамериканци | 8 (3,3%)    | 13 (6,0%)   |
| Укупно            | 244         | 217         |